# Командування ОЗС НАТО у Південній Європі
Командування ОЗС НАТО у Південній Європі (англ. Allied Forces South Europe (AFSOUTH)) було створено 1951 для оперативного управління збройними силами країн-учасниць з штаб-квартирою у Неаполі, Італія. Підлягали Об'єднаному командуванню Європи (англ. Allied Command Europe (ACE)). Було трансформовано 2004 в Об'єднане командування ОЗС НАТО Неаполь (англ. Allied Joint Force Command Naples).

## Історія
До зони відповідальності ОЗС (AFSOUTH) належали території країн: Португалії, Італії, Греції, Туреччини, Іспанії (1982), Угорщини (1999). У зоні інтересів цих сил знаходились акваторії Азовського моря, Чорного моря, Середземного моря, Атлантичного океану біля Гібралтару східніше довготи 7° 23’ 48", район Канарських островів і належний їм повітряний простір. Нейтральні держави Швейцарія, Австрія відділяли зону відповідальності ОЗС НАТО у Південній Європі від зони відповідальності Союзних Сил Північної Європи (англ. AFNORTH).
Командувачем ОЗС НАТО у Південній Європі був офіцер рангу OF-9 — чотирьохзіркового адмірала чи генерала США.
ОЗС НАТО у Південній Європі брали участь у Боснійській війні (1992–1995), Косовській війні (1998–1999), Міжнародній військовій операції в Лівії (2011).

### Структура
Командуванню ССПЄ підлягали:
- Союзні ВПС «Південь», Неаполь, Італія
- Союзні ВМС «Південь», Неаполь, Італія

Чотири Союзні Надрегіональні Командування
- Об'єднане Верховне Командування «Південь», Верона, Італія
- Об'єднане Верховне Командування «Середній Південь», Лариса, Греція
- Об'єднане Верховне Командування «Південний Схід», Ізмір, Туреччина
- Об'єднане Верховне Командування «Південний Захід», Мадрид, Іспанія